# Banco Nacional da Grécia
O National Bank of Greece (NBG; em grego:  Εθνική Τράπεζα της Ελλάδος) é uma empresa global de serviços bancários e financeiros com sede em Atenas, Grécia.
85% dos lucros de pré-provisão antes de impostos da empresa são derivados de suas operações na Grécia, complementados por 15% do sudeste da Europa. O grupo oferece produtos e serviços financeiros para clientes corporativos e institucionais, além de clientes particulares e empresariais. Os serviços incluem serviços bancários, corretagem, seguros, gerenciamento de ativos, financiamento de remessas, leasing e mercados de factoring. O grupo é o maior banco grego em ativos totais e o terceiro maior em capitalização de mercado, de 1,06 bilhões de euros em 4 de dezembro de 2018. É o segundo maior em depósitos na Grécia, depois do Piraeus Bank. É o quarto maior em ativos de empréstimos gregos, atrás do Piraeus Bank, Alpha Bank e Eurobank Ergasias.
Os banqueiros suíços Jean-Gabriel Eynard e Georgios Stavros fundaram o NBG em 1841 como um banco comercial. Stavros também foi eleito como o primeiro diretor do Banco até sua morte em 1869. Desde o início do NBG até o estabelecimento do Banco da Grécia em 1928, o NBG tinha o direito de emitir notas. Quando a Bolsa de Valores de Atenas foi fundada em 1880, a NBG imediatamente listou na bolsa, uma listagem que foi mantida até o presente.
O banco está atualmente listado na Bolsa de Atenas (Athex: ETE, ISIN GRS003003019); é um constituinte do índice FTSE/Athex Large Cap. De 1999 a 2015, foi listada na Bolsa de Valores de Nova York (NYSE: NBG, ADR, ISIN US6336437057).

## História

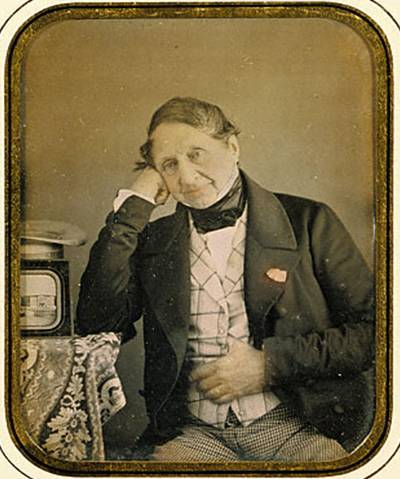
Jean-Gabriel Eynard

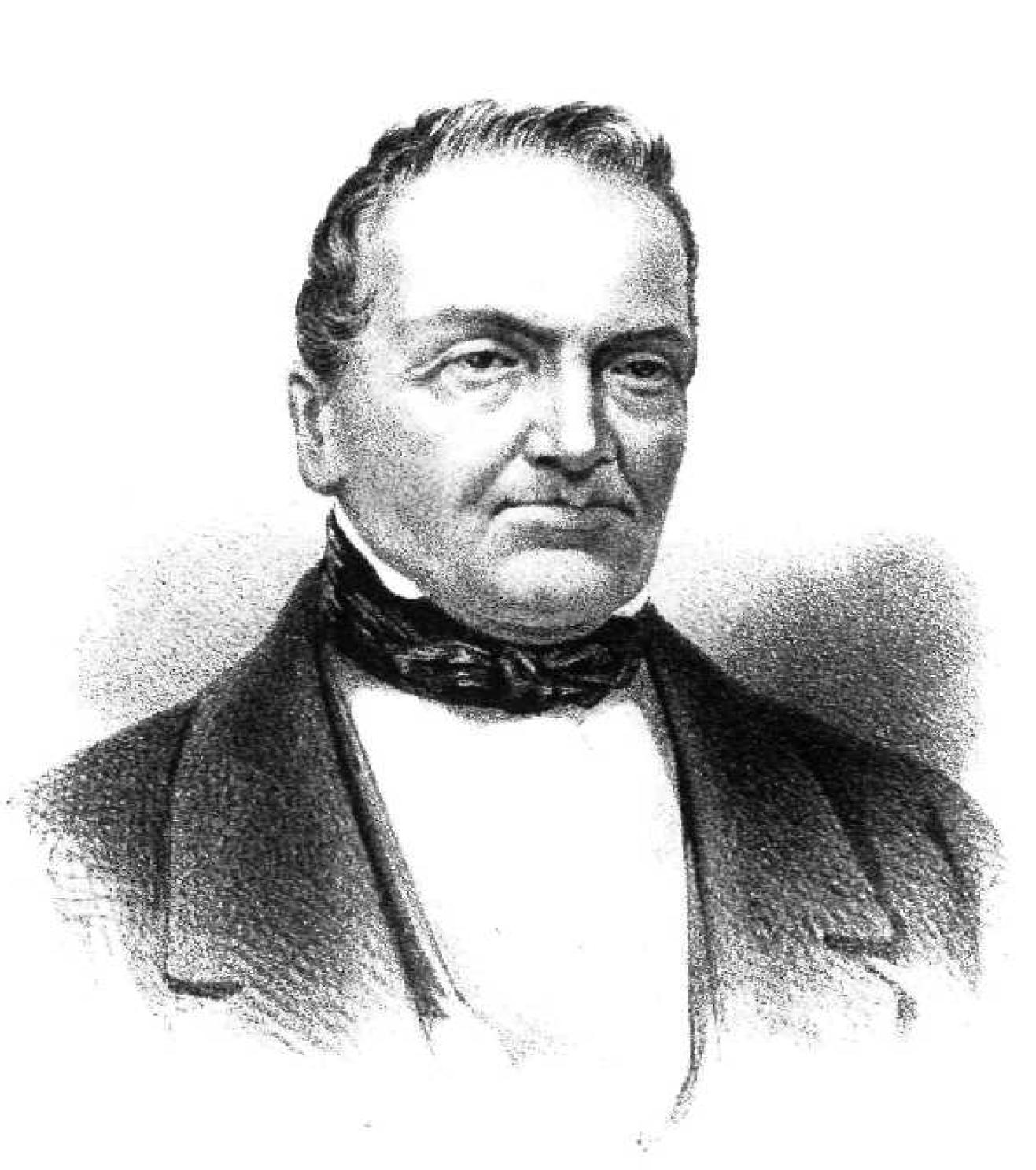
Georgios Stavrou

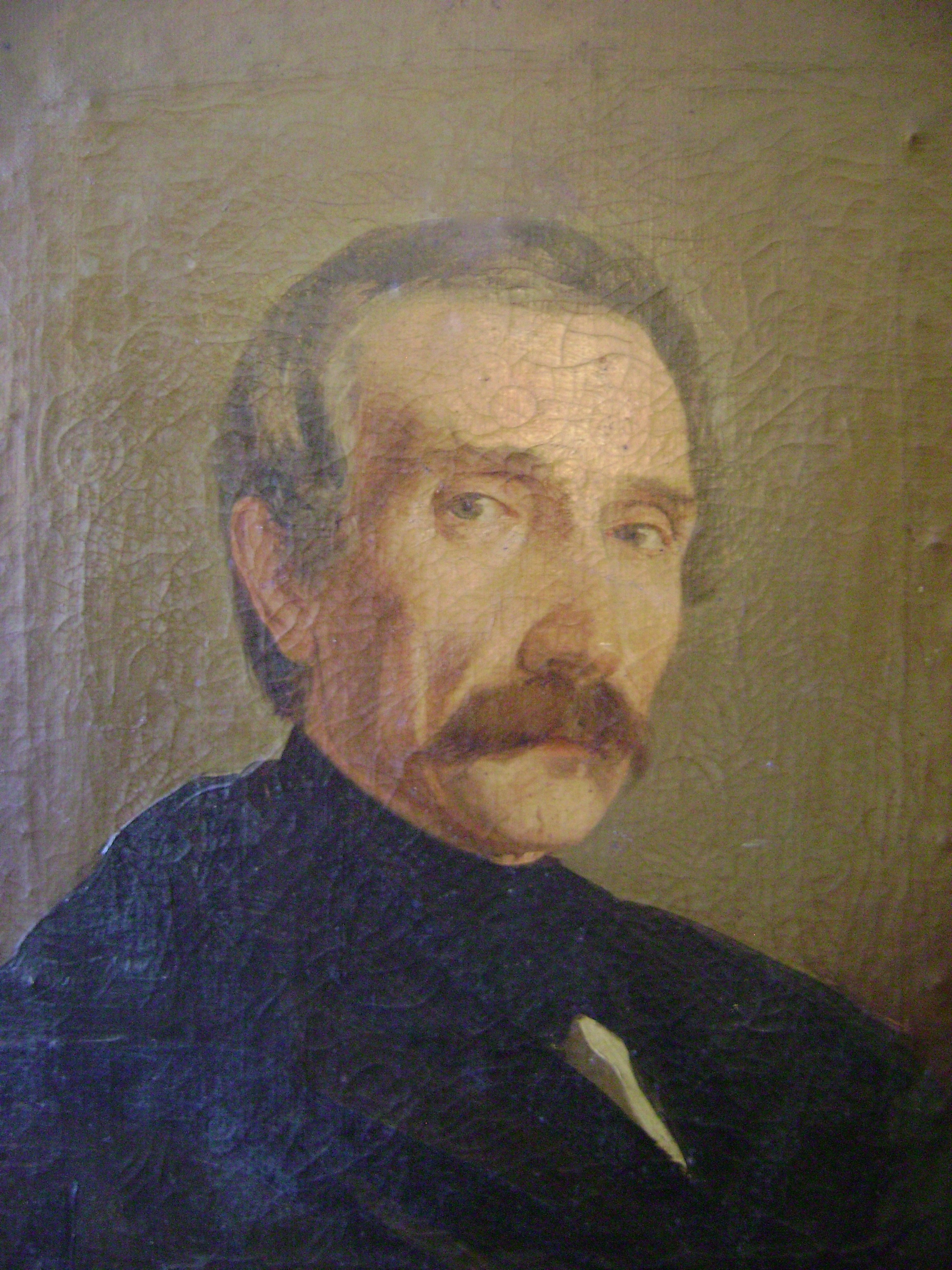
Julius von Hößlin (Έσσλιν)

O NBG foi fundado em 1841 em Atenas, pelo decreto "Por recomendação do Banco Nacional" (Diário Oficial, nº 6, de 30 de março de 1841, p. 59), segundo a qual o National Bank é uma empresa privada limitada com sede em Atenas, com um capital de 5.000.000 dracmas, dividido em 5.000 ações de 1.000 dracmas.
Na sua fundação, o principal acionista do Banco Nacional era o estado grego, com 1.000 ações em 3.402. Outros acionistas importantes foram Nicholas Zosimas com 500 ações, Jean-Gabriel Eynard com 300 ações, Rei Luís da Baviera com 200 ações, Konstantinos Vranis com 150 ações, Adolf Graf com 146 ações e Theodoros Rallis com 100 ações. A Rothshild Frères Paris comprou 50 ações e Jean-Gabriel Eynard comprou outras 50 ações em seu nome para aumentar o prestígio do novo banco. Costumava ter o único direito de emissão de notas, que perdeu em 1928 quando o recém-criado Banco da Grécia assumiu o controle do banco central do país. Em 1899, a NBG adquiriu o Banco Privilegiado de Epiro e Tessália (Pronomiouchos Trapeza Epirothessalias). Andreas Syngros fundou o banco em Volos em 1882. Infelizmente, o banco não conseguiu se recuperar de sua morte e da guerra greco-turca (1897).

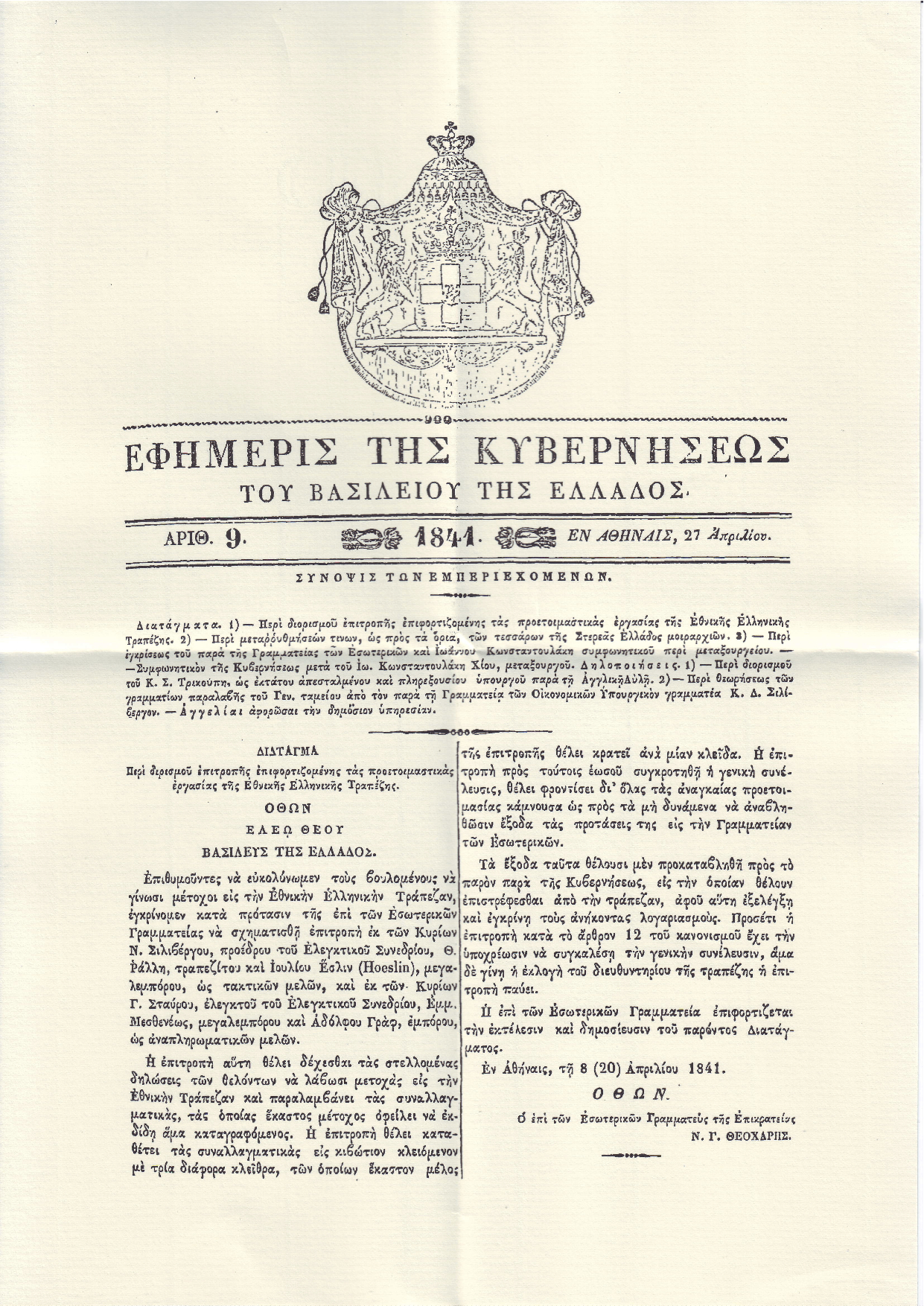
Decreto real sobre a fundação do Banco Nacional da Grécia, em 27 de abril de 1841

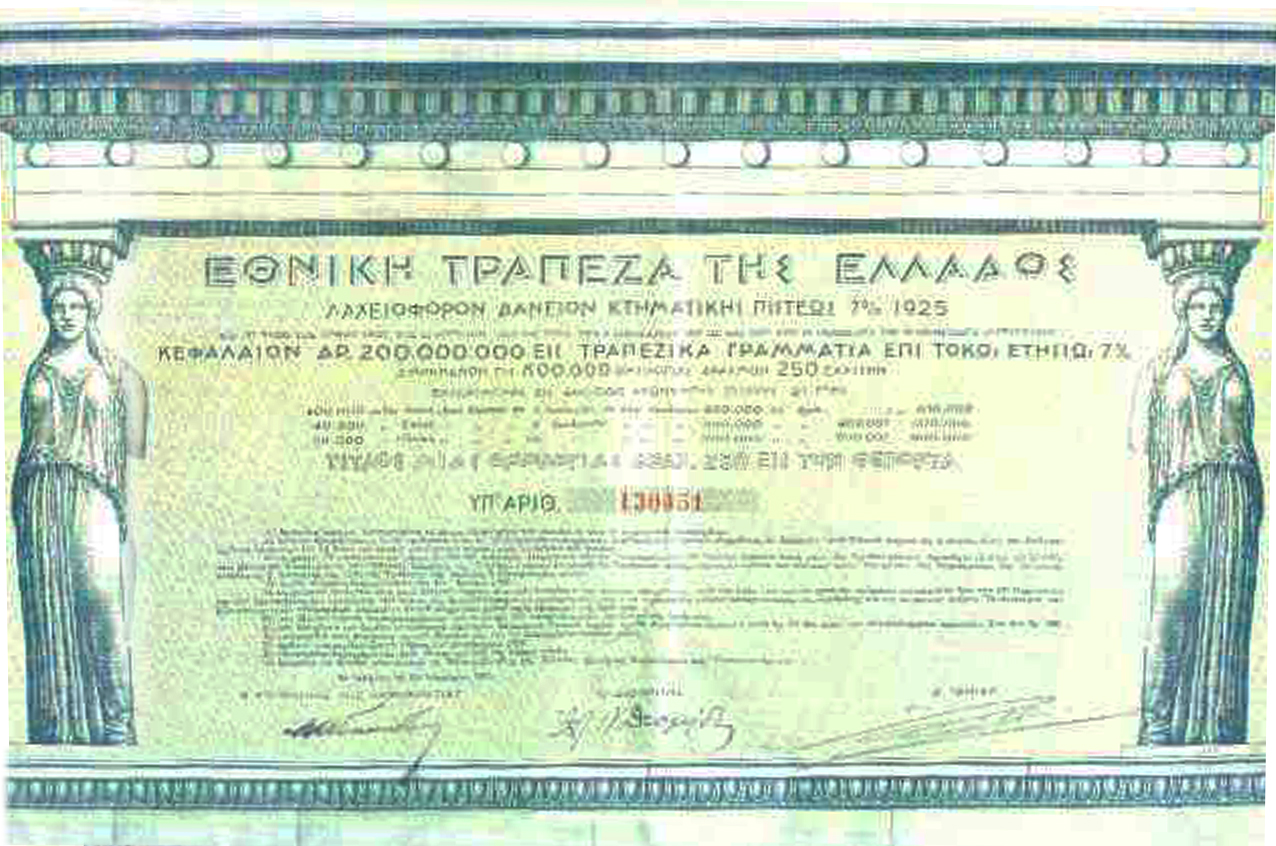
Stock, edição de 1925

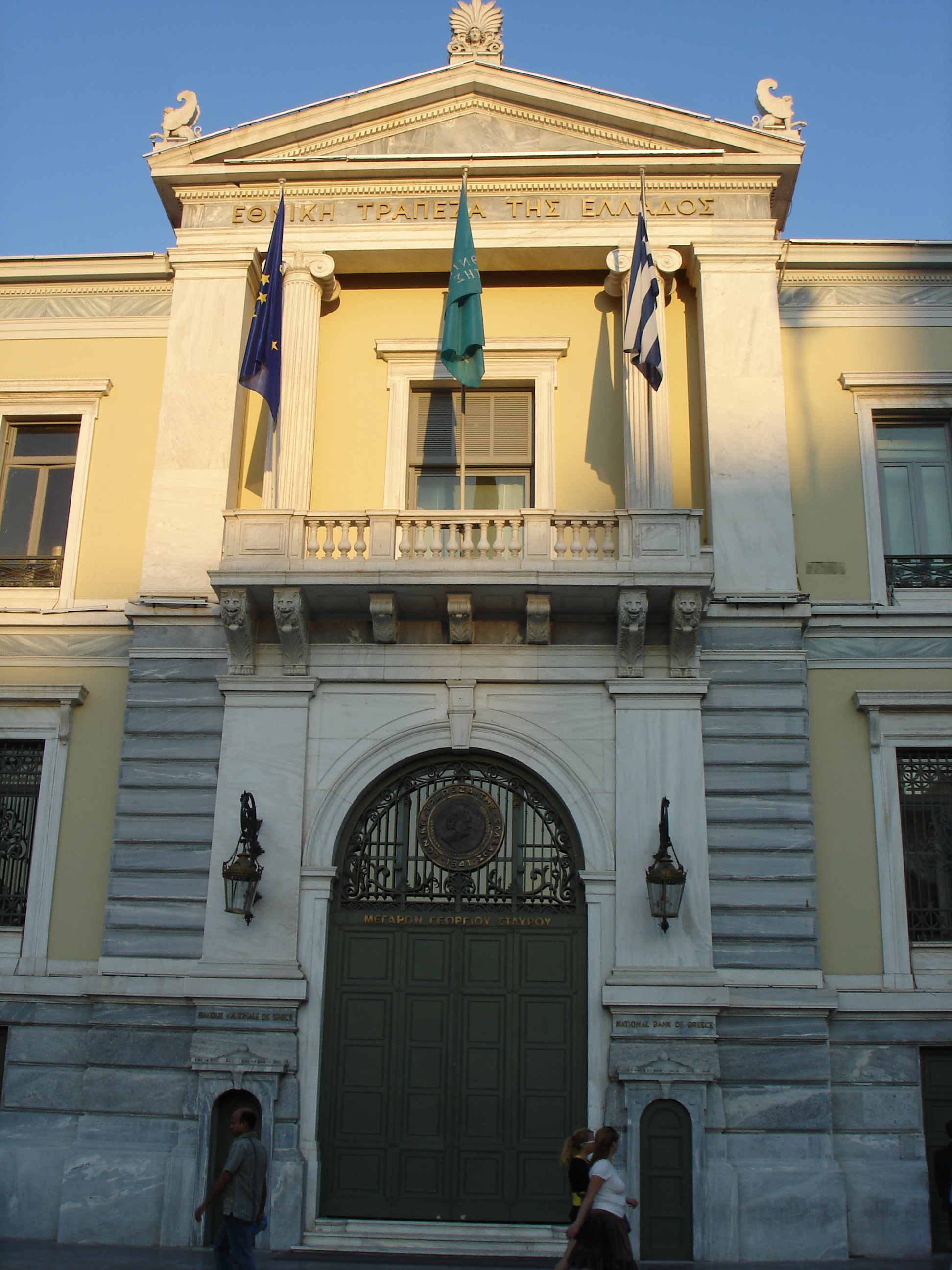
A sede em Atenas.

A chegada do século XX viu o NBG começar sua expansão internacional. Em 1904, a NBG fundou o Banque d'Orient, juntamente com o Nationalbank für Deutschland, que se retirou quase imediatamente do empreendimento. Os gregos mantinham as filiais em Salônica (Selanik), Esmirna (Esmirna), que faziam parte do Império Otomano na época, e Alexandria, no Egito. Três anos depois, a NBG escolheu Chipre como outro local. O NBG tornou-se propriedade do governo durante a Primeira Guerra Mundial quando o NBG se recusou a financiar novos equipamentos militares para o governo grego. O governo então aprovou uma lei que permitia ao governo nomear seu próprio pessoal para o conselho do Banco.
Em 1919, a NBG adquiriu o Banco de Creta (Trapeza Kritis). No entanto, em 1923, o Tratado de Lausana previa um intercâmbio obrigatório de populações entre a Grécia e a Turquia, levando à saída dos gregos de Esmirna. Como resultado, o Banque d'Orient fechou sua filial lá.
A década de 1930 viu uma maior expansão internacional. Em 1930, o NBG e o Bank of Athens combinaram suas atividades no Egito em uma subsidiária conjunta, o Banque Nationale de Grèce et d'Athènes. Dois anos depois, a NBG adquiriu o Banque d'Orient (Trapeza Anatolis). Então, em 1939, às vésperas da Segunda Guerra Mundial, o NBG estabeleceu uma subsidiária na cidade de Nova York, a Hellenic Bank Trust Company. Na Segunda Guerra Mundial, o NBG na Grécia foi administrado pelo Deutsche Bank para os ocupantes alemães.

### Pós Segunda Guerra Mundial
Em 1953, o NBG assumiu o Banco de Atenas, que na época era o segundo maior banco da Grécia. Ambos os bancos cooperaram anteriormente em suas agências estrangeiras no Oriente Médio, que eram operadas como Banque Nationale de Grèce et d'Athènes. O NBG assumiu também o afiliado South African Bank of Athens (est. 1947), que o NBG ainda possui. A antiga sede do Banco de Atenas também ainda é usada até hoje. Em 1960, o Egito nacionalizou todos os bancos no Egito, incluindo o Banque Nationale de Grèce et d'Athènes, que foi incorporado ao Banco Nacional do Egito.
Em 1965, a NBG adquiriu o grego Trapeza Epagelmatikis Pistis (Banco de Crédito Profissional). No ano seguinte, o governador do banco Georgios Mavros fundou a Fundação Cultural do Banco Nacional da Grécia. Em 1978, o governo grego permitiu a formação do Arab Hellenic Bank com 49% de posse árabe, como uma exceção à proibição de bancos estrangeiros que possuíssem mais de 40% do patrimônio de um banco grego. O NBG detinha 51% e fornecia a maioria dos funcionários do banco. O Banco Árabe-Estrangeiro da Líbia e a Organização de Investimentos do Kuwait mantiveram 40% entre eles, enquanto outros investidores árabes detiveram 9%. Nesse mesmo ano, a NBG abriu novamente uma filial no Cairo. Em 1994, a NBG incorporou suas filiais em Chipre em uma subsidiária: National Bank of Greece (Chipre). No ano seguinte, o governo grego dissolveu o insolvente Arab Hellenic Bank a um custo para o Fundo de Garantia de Depósitos da Grécia, de 1,5 milhão de euros, em pagamentos a depositantes. Em 1998, o arquiteto suíço Mario Botta venceu o concurso para a nova ala da sede, o edifício foi concluído em 2001. Em 1998, o NBG fundiu-se com o Ethniki Ktimatiki Trapeza Ellados (Banco Nacional de Hipotecas da Grécia), resultado da fusão do Banco Nacional de Hipotecas e do Banco Nacional de Habitação da Grécia . Em 1999, o NBG começou a negociar na Bolsa de Valores de Nova York.

### 2000 e depois
Após o fim do comunismo na Europa Oriental, o NBG aproveitou a oportunidade para expandir-se para o sudeste da Europa. Em abril de 2000, em um acordo conjunto com o Banco Europeu de Reconstrução e Desenvolvimento (BERD) e a IFC, o NBG adquiriu uma participação majoritária na Stopanska Banka (Skopje, República da Macedônia). Em julho, o National Bank of Greece adquiriu 89,9% do United Bulgarian Bank (UBB).
Em 2002, o NBG fundiu-se com o ETEBA (Banco Nacional de Investimento para o Desenvolvimento Industrial), mas a tentativa de fusão do NBG com o Alpha Bank fracassou. No ano seguinte, o NBG comprou o Banca Romaneasca, um banco romeno, e atualmente detém 88,7% de todas as ações em circulação. Banca Romaneasca tem 90 filiais.
No entanto, enquanto se expandia para o sudeste da Europa, o NBG estava se retirando na América do Norte e em outros lugares que serviam a diáspora grega. O primeiro movimento ocorreu em 2005, quando a NBG vendeu todas as suas operações no Canadá ao Bank of Nova Scotia. No ano seguinte, a NBG vendeu seu braço americano, o Atlantic Bank de Nova York, ao New York Community Bancorp por US$ 400 milhões (€ 331 milhões) em dinheiro. Em seguida, usou os recursos da venda para ajudar a financiar outras aquisições no sudeste da Europa. Em 2004, o Institute for Corporate Culture Affairs foi fundado pelo NBG e pelo Deutsche Bank como um instituto sem fins lucrativos com sede em Frankfurt.
Em 2006, a NBG adquiriu 46% das ações do Finansbank na Turquia, parcela que aumentou em 2007 para 80%. Hüsnü Özyeğin informou na conferência de imprensa inicial, quando o NBG anunciou sua compra de 46% de ações, que "adoraria receber ações do Banco Nacional da Grécia em vez de dinheiro, no entanto, não havia ações disponíveis" (fora das ações atuais mercado livre). Ainda em 2006, o NBG adquiriu 99,44% do Banco Vojvođanska da Sérvia por 385 milhões de euros.
Em casa, em 2005, como parte do esforço contínuo do Grupo NBG para melhorar sua estrutura de portfólio e responder efetivamente às mudanças nos mercados doméstico e internacional, os Conselhos de Administração do Banco Nacional da Grécia SA e da Companhia Nacional de Investimento SA decidiram fundir o duas empresas através da absorção destas pelo Banco. Dois anos depois, a NBG se fundiu com a National Management & Organization Co. (emissora da "Ethnokarta"). Na época, a NBG já detinha 100% das ações da National Management & Organization Co. Também em 2007, a NBG concluiu a aquisição da P&K Investment Services SA . A aquisição criou o maior fornecedor de serviços de corretagem e investimento na Grécia. A NBG planeja expandir esse negócio para todos os países onde a NBG está presente.
O banco sofreu após a crise da dívida soberana da Grécia que detinha parte da dívida. O banco baixou mais de US$ 19 bilhões; 10 bilhões de euros (US$ 12,7 bilhões) deles na reestruturação da dívida.
Em 18 de fevereiro de 2011, a NBG fez uma oferta para comprar o Alpha Bank por 2,8 bilhões de euros. e outra oferta de compra do Emporiki Bank, ambas as ofertas não foram bem-sucedidas; o Emporiki Bank foi comprado pelo Alpha Bank.
Em janeiro de 2013, a NBG fez uma oferta para assumir o Eurobank Ergasias, que não foi concluída. Os 64.000 acionistas do Eurobank e a comissão grega do mercado de capitais concordaram. Algumas semanas após a desistência proposta, o NBG apresentou os planos para reduzir a equipe do novo grupo bancário, muitos deles com a aposentadoria antecipada. A fusão foi criticada, pois alguns disseram que o novo banco seria muito grande se tivesse que ser vendido, mas um dos banqueiros disse que bancos muito maiores foram vendidos. O NBG absorveu os ativos e passivos saudáveis do FBBank grego em 2013. Em julho de 2014, a Comissão Europeia aprovou planos de reestruturação para o GNV, após constatar que os auxílios estatais não estavam a prejudicar a concorrência.
Em 28 de novembro de 2015, a Bolsa de Valores de Nova York anunciou que os American Depositary Receipts ("ADRs") do National Bank of Greece SA estavam em processo de exclusão de capital, após uma queda de 14% no valor na sexta-feira, 27 de novembro de 2015 e um ano para o ano. queda de data de 91%. Embora a queda de 91% no acumulado do ano tenha sido um fator importante, a bolsa afirmou que o Banco Nacional da Grécia não é mais adequado para listagem com base em preços "anormalmente baixos" dos ADRs, de acordo com a Seção 802.01D da NYSE Manual da empresa listado. Além disso, o banco não cumpriu os padrões de negociação e também não ultrapassou a marca de US$ 1,00 desde meados de julho, resultando na determinação da NYSE de retirar as ADRs do banco.
Em 4 de dezembro de 2015, a Comissão Europeia aprovou auxílios estatais no valor de 2,71 bilhões de euros.
Em dezembro de 2015, o banco anunciou que venderia a subsidiária turca Finansbank ao Qatari QNB Group, a fim de pagar sua dívida cara do banco central. Incluindo € 910 milhões em dívida subordinada, foi acordado um montante de € 2,75 bilhões em dinheiro. Também foi anunciado que o NBGI Private Equity será vendido em 2016.

## Ramos

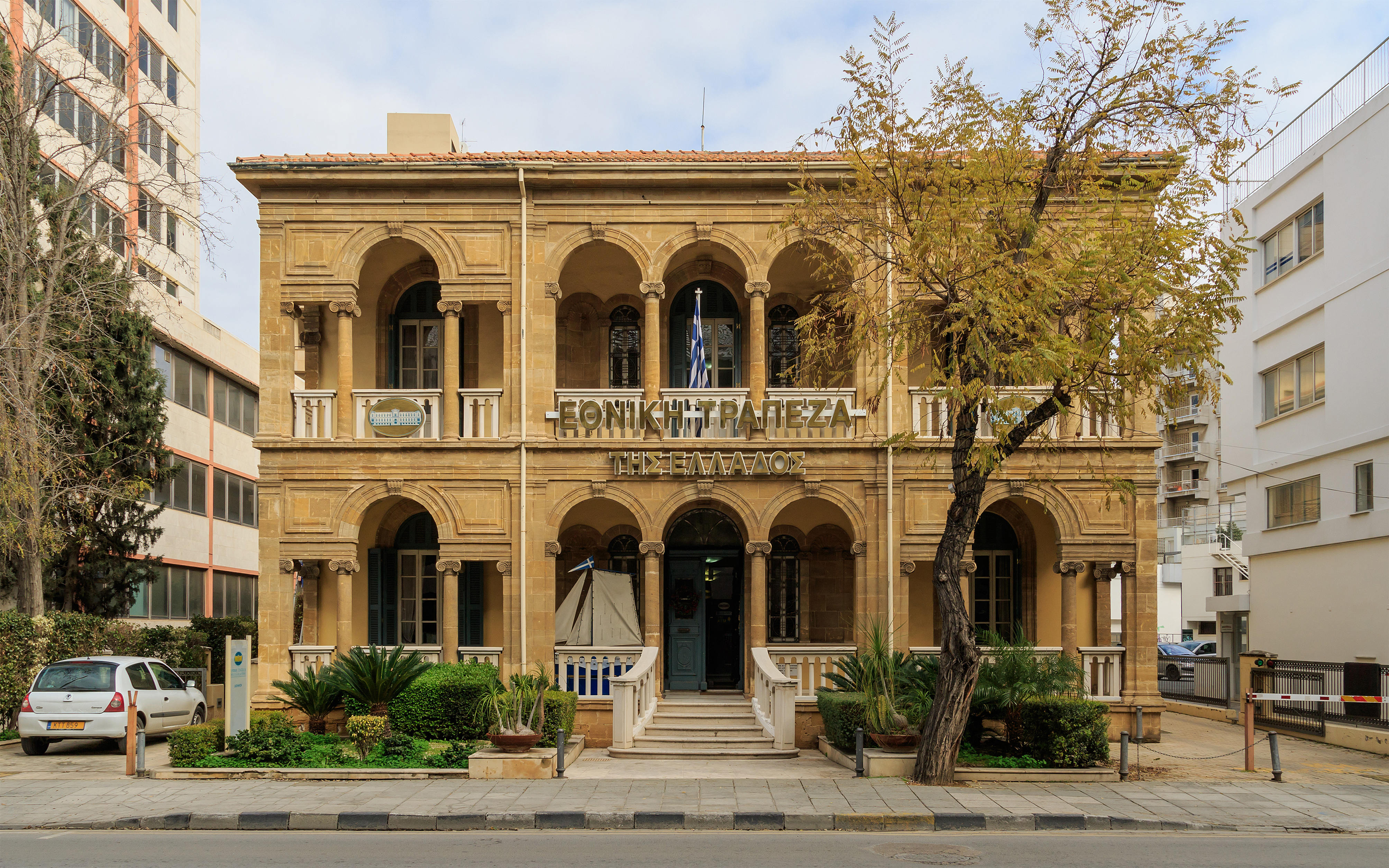
Banco Nacional da Grécia na Avenida Makariou, em Nicósia, Chipre.

O banco possui mais de 500 agências na Grécia e algumas na Austrália, Egito e Reino Unido. Possui subsidiárias bancárias na Albânia, Bulgária, Chipre, Macedônia do Norte, Malta, Romênia, Sérvia e África do Sul.

### Aquisições anteriores
- Banco de Atenas, Grécia, 1952
- Stopanska Banka, Macedônia do Norte, 2000
- United Bulgarian Bank, Bulgaria, 2000-2017
- Banca Romaneasca, Romênia, 2002-2017
- Vojvođanska Bank, Sérvia, 2005-2017
- Finansbank, Turquia, 2006–2015[12]

## Pessoas notáveis na história do NBG

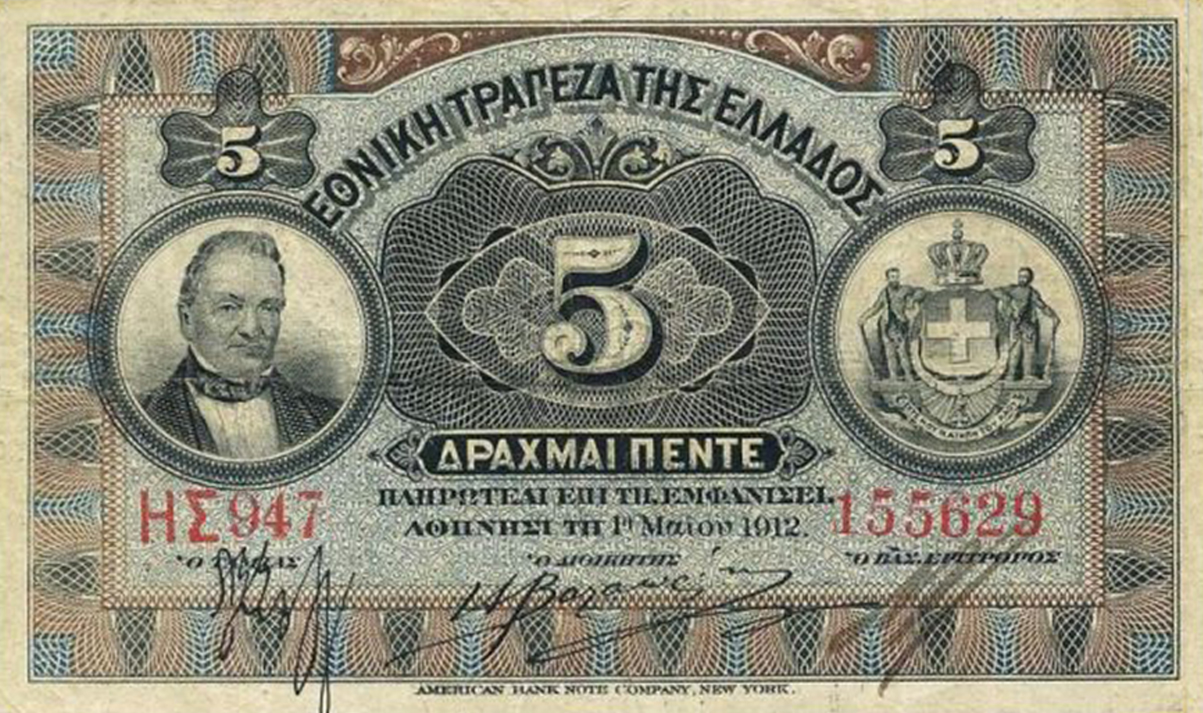
Nota grega emitida pelo NBG em 1912 com o retrato de Georgios Stavrou.

- Jean-Gabriel Eynard (1775-1863), banqueiro e fundador da NBG
- Georgios Stavros (1788-1869) banqueiro
- Julius von Hößlin (1802-1849) banqueiro com J. Hösslin & Cie até a fundação do NBG
- Alexandros Diomidis, Governador do Banco Nacional da Grécia, mais tarde fundador e Governador do Banco da Grécia
- Georgios Mavros (1909–1995), jurista e presidente que fundou a fundação cultural em 1966.
- Hüsnü Özyeğin (nascido em 1944), presidente do Finansbank antes e depois da aquisição pela NBG

## Patrocínio e patrocínio
O Grupo possui uma política de suporte ativo a longo prazo e geralmente muito discreta. Seu patrocínio através da Fundação Cultural do Banco Nacional da Grécia é bem conhecido, mas seu apoio em outros campos, como impressão de livros universitários ou teatro, é menos conhecido.
O NBG organiza o concurso i-bank Competition Innovation & Technology, premiando idéias originais baseadas em novas tecnologias em i-banking e e-commerce (3º concurso em 2012).

Durante a crise na Grécia, a situação do setor de saúde é muito difícil, o NBG construiu uma nova ala do Hospital Evangelismos em Atenas. Custou 30 milhões. €.